# Ян Жижка (фильм)
«Ян Жижка» в советском прокате — «Война за веру: Полководец» (чеш. Jan Žižka) — чехословацкий художественный фильм, снятый кинорежиссёром Отакаром Ваврой в 1955 году на киностудии Studio Umeleckých Filmu Praha по мотивам произведений писателя Алоиса Йирасека, вторая часть гуситской трилогии О. Вавры («Ян Гус» (1954) и «Против всех» (1957)).
Премьера фильма состоялась 22 июля 1956 года.

## Сюжет
Фильм о начале гуситского движения и появления во главе гуситов великого полководца Яна Жижки и восстании под его руководством в Праге.
1419 год. Прошло четыре года с тех пор, как Яна Гуса сожгли на костре, но его учение охватывает всё новые слои населения Богемии. Выступления гуситских проповедников собирают всё больше и больше людей. Папа Римский требует от короля Богемии Вацлава IV, чтобы тот окончательно уничтожил ересь на своих землях. Несколько гуситов арестованы и находятся в заключении. Проповедник, вождь пражских радикальных гуситов Ян Желивский ведёт верующих к Новой ратуше в Праге. Городские советники отказываются освободить заключённых. Разъярённая толпа во главе с мятежным королевским воином Яном Жижкой врывается в ратушу…
Позже, в 1420 году, в битве при Судомерже повстанцы-гуситы под его командованием одерживают первую крупную победу над католиками и отбивают атаку многочисленного противника с помощью выстроенных повозок.

## В главных ролях
- Зденек Штепанек — Ян Жижка
- Карел Хёгер — король Вацлав IV
- Власта Матулова — королева София Баварская
- Милош Копецкий — Владелец Штернберга
- Франтишек Голар — Ян Желивский, проповедник
- Ян Пи́вец — император Священной Римской империи Сигизмунд
- Ладислав Пешек — Мизерер, королевский шут
- Вацлав Воска — Ченек из Вартенберка
- Витезслав Вейражка — Вацлав из Дубы
- Густав Хилмар — Ян из Хлума
- Густав Опоченский — Йиндржих из Градца
- Владимир Лераус — Архиепископ Пражский
- Мария Томашова — горничная
- Вилем Бессер — плотник
- Ярослав Войта — пекарь Йоха
- Мария Пашова — жена пекаря Йоха
- Владимир Раж — Томаш, сын пекаря Йоха
- Отто Лацкович — Ондржей, сын пекаря Йоха
- Франтишек Кройцман — Томас, бургграф Старе-Место в Праге
- Мила Пачова — жена бургграфа
- Рудольф Грушинский — сын бургграфа
- Мария Вашова  — жена Ондржея Йоха
- Отомар Крейча — мастер Штепан Палеч
- Йозеф Кемр — студент Йешек
- Иржи Стеймар
- Ярослав Мареш — студент Прокопек
- Франтишек Вноучек — городской советник Шимон
- Владимир Ржепа — городской советник Брадаты
- Франтишек Филиповский — городской советник Элеган
- Войтех Плахи-Тума — Штепан из Ваги
- Ладислав Богач — Иаков из Стршибра
- Мирослав Долежал — Вацлав Коранда
- Олдржих Выкипел — Хвала Лепицки, военный губернатор
- Ярослав Войта — Кунеш из Беловице
- Мирослав Голуб — посланник турецкого султана